# Castello Colonna Henriquez
Il Castello Colonna Henriquez, antica dimora della Contessa di Modica Vittoria Colonna Enriquez Cabrera, si trova nel centro storico del comune siciliano di Vittoria.

## Storia
Il documento d'appalto per i lavori di costruzione del castello è datato 4 marzo 1607 (anno di fondazione della città). Le operazioni vennero affidate ai mastri Vito Dierna e Vincenzo Nobile, entrambi di Ragusa (il giorno 11 marzo 1607 l’inizio dei lavori fu celebrato con lo sparo di fuochi d’artificio).
L'ingresso principale dell'edificio è ubicato al centro della piazza Henriquez, mentre il lato opposto si affaccia sulla vallata del fiume Ippari. Il castello fu una delle dimore della contessa di Modica, poi carcere, e successivamente Museo Civico Polivalente intitolato al professor Virgilio Lavore. La zona del Castello comprende inoltre le abitazioni concesse ai funzionari ed agli impiegati, al cappellano della chiesa ed anche il palazzo baronale.
Il Palazzo fu dimora di un castellano dal 1624, anche se l’eletto Giovanni Grimaldi (figlio di Giuseppe Grimaldi, uno dei maggiori funzionari della Contea di Modica), essendo allora minorenne, prese possesso della carica solo nel 1639. Il 27 ottobre 1643 il Castello, fu completamente ristrutturato grazie alla visita dei Conti di Modica e del viceré Giovanni Alfonso Enriquez (quest'ultimo con al seguito la moglie Luisa de Sandoval, la figlia Francisca ed il figlio Juan Gaspar con la moglie donna Elvira Osorio).
Prima del terremoto dell'11 gennaio 1693, al Castello furono aggiunti altri locali ed eseguiti lavori di restauro e completamento terminati nel 1687.
Tormentate vicende storiche segnarono numerosi passaggi di proprietà dell'edificio. Il 15 Giugno 1869, la vedova Stuart (erede dei Colonna), lo vendette al Comune di Vittoria il quale lo adibì a carcere fino al 1950. In seguito il luogo attraversò un lungo periodo di abbandono, fino a quando il suo recupero architettonico consentì di beneficiarne interamente, tanto da ospitare per un breve periodo anche la sezione del liceo classico di Vittoria. 
Il 24 Aprile 1985 è stato inaugurato come Museo Civico Polivalente, custode delle memorie degli abitanti della città di Vittoria, con testimonianze contadine e artigiane del passato. Il Castello è stato anche sede provvisoria del Consorzio di tutela Cerasuolo di Vittoria DOCG e Vittoria DOC nonché adibito a manifestazioni culturali di vario genere, tra cui il “Jazz Festival Cerasuolo Wine”, promosso e diretto ogni anno dal jazzista vittoriese Francesco Cafiso. Un ampio salone, utilizzato per esposizioni d’arte, è stato intitolato al pittore vittoriese Giuseppe Mazzone.

## Descrizione
La costruzione ha un prospetto molto semplice ed è infatti nota anche con i nomi di “Dammusi” (struttura in pietra) e di “Palazzieddu” (palazzetto). Ha una forma rettangolare costruita su due piani dove l'ampio ingresso porta al cortile centrale, ove si accede alle stanze. 
Il piano terra conserva in parte la struttura originale, realizzata con blocchi di pietra arenaria della zona, con i quali sono girate le volte a botte che poggiano su imponenti muri dove evidenti appaiono le suture dei blocchi, le quali nel senso verticale non sempre si alternano, caratteristica questa del periodo tardo romano-bizantino e normanno-svevo. 
La parte antica del castello è spartana: formata da quattro zoccoli, lesene e capitelli pronunciati che la delimitano. Dopo il terremoto del 1693 furono aggiunti (nel 1787) i locali di sinistra, dove si aprono due semplici finestre rettangolari (una per il piano terra, e una per quello sopraelevato). Nella parte antica invece fra le due lesene di centro, in basso al posto della finestra, vi è un grande portone rivestito in lamiera, che porta in un grande atrio dal quale si accede, attraverso due portici, a due grandi camere rettangolari. Di fronte appare una elegante trifora, che al centro ha un corridoio dotato di volta a botte che immette nel cortile retrostante; a destra e a sinistra vi sono invece due piccole stanze. Su queste anticamere nascevano le due rampe di scale che, partendo dal cortile, si univano portando in terrazzo. 
Nel 1612 venne costruito un piano aureo, con la scala a doppia rampa che si riuniva ancora al sottostante corridoio, dove ora si trova una spaziosa veranda con balcone sporgente sulla valle dell’Ippari.
I vani sottostanti inizialmente costituivano il dormitorio e dei depositi di armi e viveri ma, dopo il terremoto del 1693, subirono varie modifiche (soprattutto dopo il restauro del 1787), infatti alcuni locali del pianterreno vennero riuniti per formare un unico spazio. Furono realizzati degli archi per rinforzare le volte sulle quali poggiavano i muri del corridoio, per evitare potenziali problemi causati dalla sismicità dell'area. Nell’atrio vi è anche una cisterna per la raccolta dell’acqua piovana.